# Врбовський канал (притока Ландорського каналу)
Врбовський канал (словац. Vrbovský kanál) — меліоративний канал; впадає у Ландорський канал, протікає в окрузі Комарно.
Довжина приблизно 10.5 км. Витік знаходиться в Дунайській рівнині на висоті 108 метрів.
Протікає територією села Врбова-над-Вагом і міста Комарно.